# مجلس نواب بلجيكا
مجلس نواب بلجيكا (بالإنجليزية: Chamber of Representatives)‏  هو الهيئة التشريعية في بلجيكا، ويتكون من 150 مقعداً، يقع المقر الرئيسي له في Palace of the Nation ‏، وهو المجلس الأدنى في برلمان بلجيكيا الفدرالي.

## طالع أيضًا
- برلمان بلجيكيا الفدرالي